# X JAPAN COMPLETE II
X JAPAN COMPLETE II (エックス・ジャパン・コンプリート・ツー) は2005年10月1日にリリースされたX JAPANのボックス・セット。CD7枚、DVD5枚、ボーナスDVD2枚で構成されている。

## 概要
1992年に「X JAPAN」に変更後の一部を除く作品を収めた作品。「II」の理由は、1996年3月にKi/oon Sony RecordsからリリースされたX時代のボックス・セット「B.O.X 〜Best of X〜」を「I」とみなしているためである。
ボーナスDVDは「X FILM GIGS 1993〜VISUAL SHOCK 攻撃再開〜」のディレクターズ・カット、1987年に大阪バーボンハウス・東京の目黒鹿鳴館のみで200本限定配布された「XCLAMATION」「紅-KURENAI」を収録している。

## CD
- ART OF LIFE
- DAHLIA
- LIVE LIVE LIVE TOKYO DOME 1993-1996 (2枚組)
- Live Live Live Extra
- LIVE IN HOKKAIDO 1995.12.4 BOOTLEG
- Art of life live
- The Last Live (3枚組)

## DVD
- DAHLIA THE VIDEO VISUAL SHOCK #5 PART I & II
- DAHLIA TOUR FINAL (2枚組)
- X JAPAN CLIPS II
- THE LAST LIVE VIDEO (2枚組)
- ART OF LIFE LIVE 1993.12.31 TOKYO DOME

## プレミアムボーナスDVD
- X FILM GIGS 1993 〜VISUAL SHOCK 攻撃再開〜 Directors Cut
- Super Rare Clips 1987 XCLAMATION〜紅-KURENAI